# SUPER (Software)
SUPER (auch SUPER © – Akronym für Simplified Universal Player Encoder & Renderer) von eRightSoft ist ein kostenloses Video- und Audiokonvertierungsprogramm. Es nutzt die Bibliotheken des offenen FFmpeg-Projekt zur Dekodierung und Kodierung und bietet eine grafische Benutzeroberfläche, sodass Benutzer nicht auf Kommandozeilenbefehle angewiesen sind.

## Funktionen
Die Hauptfunktionen von SUPER ist die Konvertierung von Audio- und Videodateien, aber es besitzt auch die Eigenschaften eines Mediaplayers (hierzu wird der MPlayer verwendet) und kann Videostreams herunterladen. Des Weiteren kann man mit der Software des US Entwicklers eRightSoft auch die Audiospuren aus einem AVI oder MKV Container heraus streamen. Und mit der Funktion "Mux Video & Audio Streams" kann man ein Audiofile wieder hinzufügen, allerdings ist das auf nur ein Audiofile beschränkt. VOB Files kann SUPER ebenfalls zusammenfügen, mit der Funktion "Join Format-Identical Files". Somit kann man die mehreren VOB Files einer DVD besser an einem Stück neu konvertieren oder die Audiospuren an einem Stück heraus streamen. Gibt es Probleme beim Neukonvertieren, werden etwa Untertitel eingefügt, obwohl die Funktion "Hide Subtitles" aktiviert ist, hilft die Funktion "DeMux Extract Streams", damit wird der Videostream von allen anderen Streams getrennt. Auch zu laute oder zu leise Audiofiles kann man mit SUPER problemlos unter den Options neu aussteuern lassen und noch einiges mehr kann man mit der Software machen.

### Unterstützte Dateiformate
SUPER unterstützt die gängigsten Audio- und Videoformate, wie ASF, AVI, FLV, MPEG (MPEG-1 und MPEG-2), QuickTime (MOV und QT), RealVideo (RAM und RM), Matroska, AAC, MP3, Ogg Vorbis und WAV.
Es wird zudem auch oft verwendet, um Videos für mobile Endgeräte anzupassen, z. B. für Mobiltelefone (3gp), iPods und PSPs.

### Systemvoraussetzungen
- Betriebssystem: Windows XP, Windows 2003, Windows Vista, Windows 7, Windows 8, Windows 10

- Prozessor: 1,8 GHz Intel Pentium 4 oder vergleichbares
- 512 MB RAM

## Mögliche Verletzung von Copyrights und Lizenzen
SUPER beinhaltet Bibliotheken von einigen Open-Source-Programmen, inklusive Cygwin und libavcodec, ohne den Quellcode preiszugeben.
Zusätzlich sind einige der verwendeten DLLs, für die eRightSoft keine Erlaubnis hat, mit einem Copyright geschützt. Darunter sind DLLs von Firmen wie Apple, RealNetworks und Vivo Software (gehört heute zu Real Networks).